# Eosentomon gracile
Eosentomon gracile – gatunek pierwogonka z rzędu Eosentomata i rodziny Eosentomidae.

## Taksonomia
Gatunek ten opisany został w 1986 roku przez Sørena Ludviga Tuxena w 9 tomie "Fauna of New Zealand". Nazwa gatunkowa nawiązuje do smukłego ciała. 

## Opis
Długość wyciągniętego ciała 980 μm (0,98 mm). Długość przedniej stopy mierzonej bez pazurka 56 μm. Narządy gębowe typu eosentomidalnego. Żuwaczki zakończone trzema małymi ząbkami. Szczecinki labrum obecne. Apodemy nadustka ze smukłym połączeniem przednim. Pseudooczka owalne z pałeczką lub szczelinką pośrodku. Przednie stopy ze wszystkimi sensillae z wyjątkiem b′1. Empodium przednich stóp długości 0,9 pazurka. Pazurek mały. Kolce onóży tylnych wyraźne. Chetotaksja odwłoka tego gatunku wyróżnia się spośród innych nowozelandzkich korczyków (Eosentomon sp.) tym, że sterna odwłokowe IX i X mają po 6 szczecinek, a szczecinki p1′ i p2 na tergicie VIII przesunięte są ku przodowi. Łuska genitalna (squama genitalis) z wyrostkiem caput processus, gładko zakrzywionym naprzeciw linii środkowej, wyrostkiem corpus processus z wielkim wcięciem, stylus dość krótkim i tępym.
|         | I                                | II, III                           | IV, V, VI                         | VII                              | VIII                            | IX, X             | XI                | telson             |
| ------- | -------------------------------- | --------------------------------- | --------------------------------- | -------------------------------- | ------------------------------- | ----------------- | ----------------- | ------------------ |
| terga:  | {\displaystyle {\tfrac {4}{10}}} | {\displaystyle {\tfrac {10}{14}}} | {\displaystyle {\tfrac {10}{16}}} | {\displaystyle {\tfrac {6}{16}}} | {\displaystyle {\tfrac {6}{9}}} | {\displaystyle 8} | {\displaystyle 8} | {\displaystyle 9}  |
| sterna: | {\displaystyle {\tfrac {4}{4}}}  | {\displaystyle {\tfrac {6}{4}}}   | {\displaystyle {\tfrac {6}{10}}}  | {\displaystyle {\tfrac {6}{10}}} | {\displaystyle 7}               | {\displaystyle 6} | {\displaystyle 8} | {\displaystyle 12} |

## Występowanie
Gatunek ten jest endemitem Nowej Zelandii, znanym wyłącznie z Nelson.